# 梅彪
梅彪（?—?），西蜀江源（今四川松潘）人，唐代煉丹家。
少年時好丹術，窮究經方，唐憲宗元和元年撰成《石藥爾雅》，此書仿《爾雅》體例，收集唐代以前道家煉丹家的金石藥物、丹藥、丹法及丹書。
由於炼丹书籍多用隐称，梅彪下工夫解釋古煉丹術術語和藥石異名，“所集诸药隐名，以粟、黍、蕎、麦、豆为五牙”，釋藥名168种，有玄黄花、铅黄花、锡精、铅精、水银、水银霜、丹砂、雄黄、雌黄、赤雌、石硫黄等，序末题署“时唐元和丙戌梅序”。是中國第一部專論丹藥的著作。